# Hawley Bennett-Awad
Hawley Bennett-Awad (* 6. Mai 1977 in Langley (British Columbia)) ist eine kanadische Vielseitigkeitsreiterin, die seit 2004 im US-amerikanischen Temecula lebt.

## Leben
Mit Livingstone startete sie 2004 bei den Olympischen Spielen in Athen. Bei den Weltreiterspielen 2010 in Kentucky gewann sie im Sattel von Gin & Juice die Silbermedaille mit der Mannschaft. Mit Five O’Clock Somewhere startete sie bei den Panamerikanischen Spielen 2011 in Guadalajara (Mexiko).

## Pferde (Auszug)
- Gin & Juice („Ginny“), braune Stute, Vater: Audio, Besitzer: Hawley Bennett & Linda Paine
- Five O’Clock Somewhere („Chunky“), brauner Wallach, Vater: Audio, Besitzer: Sue Church, Vollbruder von Gin & Juice
- SplendoroftheSun („Sunny“) (* 1996), Fuchswallach, Vater: Gilded Time, Besitzer: Pamela + John Hudson & Hawley Bennett
- Miracle Save („Buddy“) (* 2001), dunkelbrauner Wallach, Besitzer: Pamela & John Hudson
- Canadian Spy („Spy“) (* 2001), Schimmelwallach, Vater: Taylor, Besitzer: Sue Church
- Livingstone („Hank“) (* 1990), brauner Wallach, Vater: Wanderkind, Besitzer: Hawley & Gerry Bennett